# VVA/Spartaan
El VVA/Spartaan (Voetbal Vereniging Amsterdam / Spartaan) és un club de futbol amateur neerlandès del districte d'Amsterdam-Oest al barri de Bos en Lommer, fundat el 1901. El club té un equip de dissabte i un de diumenge, amb tots dos competint a la Derde Klasse.

## Història
El club va ser fundat l'1 de juliol de 1988 com a fusió de dos clubs VVA (fundat el 22 de setembre de 1901) i De Spartaan (fundat el 20 d'abril de 1903). Tots dos equips havien competit anteriorment a la màxima categoria durant la seva història, i tots dos equips van arribar a la final de la Copa KNVB també per dret propi, l'VVA el 1918 i De Spartaan el 1926 i el 1937. El club també compta amb un equip de futbol sala, així com un sistema de formació juvenil.

## Palmarès
- KNVB District Cup West I (clubs de diumenge)
  - 1965*, 1968*

* De Spartaan